# قائمة (حوسبة)

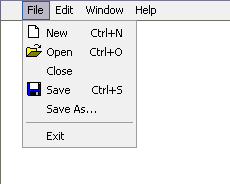
قائمة تطبيق عامة

في الحوسبة والاتصالات، القائمة هي مجموعة من الخيارات أو الإيعازات التي يقدمها الحاسوب أو نظام الاتصالات للمشغل.
يتم اختيار الخيارات التي تتضمنها القائمة بواسطة المشغّل بوسائل مختلفة، تُعرف باسم واجهة المستخدم.
- إدخال المعرّف لعنصر القائمة المطلوب من لوحة المفاتيح.
- تحديد موقع المؤشر أو شريط الفيديو العكسي باستخدم لوحة المفاتيح، الفأرة، أو حاكوم دي باد
- استخدام جهاز إدخال كهروميكانيكي، كالقلم الضوئي.
- الإدخال من خلال شاشة اللمس بالأصبع
- التحدّث لنظام التعرف على الصوت

## أنواع القوائم

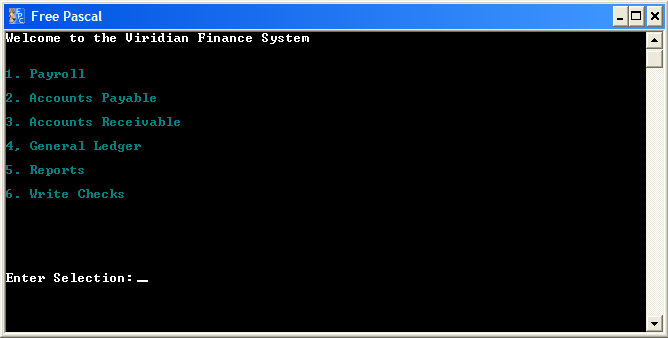
قائمة نصية

يمكن أن يعرض الحاسوب الذي يستخدم واجهة سطر الأوامر قائمة من الأوامر ذات الصلة كمساعد ذاكرة للمشغل. ومن ثم يدخل المشغل العنصر المختار من القائمة في سطر الأوامر.
يعرض الحاسوب الذي يستخدم واجهة مستخدم رسومية القوائم بدمج نص عادي مع أيقونة (حوسبة) لعرض الخيارات. بالنقر على أحد الرموز أو النص (اسم الأمر)، يقوم المشغل باختيار التعليمة التي يمثلها الرمز. القائمة المنبثقة هي قائمة تعدّل فيها الخيارات أوتوماتيكياً حسب السياق الحالي الذي يعمل ضمنه المشغل.
من الاستخدامات الشائعة للقوائم تسهيل الوصول إلى عمليات مختلفة، كحفظ أو فتح ملف حاسوب، أو الخروج من برنامج (حاسوب) أو معالجة البيانات. في شريط القوائم، غالباً ما تستخدم القوائم المنبثقة، وتستخدم هذه لتنفيذ إجراءات معينة، بينما تستخدم القوائم المتلاشية لتحديد قيمة معينة.
وفقاً لمبادئ واجهة المستخدم التقليدية، تكون أسماء القوائم عبارة عن أفعال؛ على سبيل المثال، «ملف»، «حرر»، «ادرج». تم تجاهل هذا المبدأ في واجهات المستخدمين لاحقاً. إذ أن فعل من كلمة واحدة قد لا يكون واضحاً أحياناً، لذا ظهرت فكرة القوائم العمودية كما في نيكست ستيب لإتاحة المجال لاستخدام أكثر من كلمة في اسم القائمة.
هذا وتظهر القوائم الآن في الإلكترونيات الإستهلاكية بدءاً من أجهزة التلفاز ومسجلات الفيديو كاسيت التي استخدم فيها خاصية العرض على الشاشة في أوائل التسعينيات في القرن العشرين وانتهاءً بالشاشات وقارئ دي في دي. تتيح القوائم التحكم بالإعدادات كدرجة السطوع وظل اللون ومشيجه، والتباين وبيس (صوت) والتحكم بالموسيقى. كما تؤدي وظائف أخرى كحفظ ذاكرة القناة وعرض النصوص (الترجمة مثلاً). كما قد تتضمن الأجهزة الإلكترونية الأخرى (التي تستخدم شاشة عرض) قوائم، كنظم الهواتف الرقمية وأجهزة راديو الطقس التي يمكن برمجتها للاستجابة للرسائل التحذيرية عن الحالة الجوية في منطقة معينة. ومن الأجهزة الحديثة التي تستخدم فيها القوائم أجهزة تشغيل الوسائط الرقمية.